# Гощанський парк
Гоща́нський парк — пам'ятка садово-паркового мистецтва загальнодержавного значення в Україні. Розташований у Рівненській області, в центрі селища Гоща.
Площа парку 7,0 га. Сучасний статус — з 1979 року. Підпорядкований Гощанській селищній раді.

## Історія
Гощанський парк закладено у XVIII ст. Найбільша його цінність — рідкісні породи дерев, завезених сюди з багатьох країн південної півкулі. На порівняно невеликій площі (близько 7 га) тут зберігся 51 вид рідкісних чагарників та дерев.
За часів польської влади, у 30-х роках, паркова територія була огороджена, а при вході її охороняв вартовий солдат.

## Флора
Прикрасою парку є екзотичне дерево гінкго — нащадок буйних лісів третичного періоду. На перший погляд воно нагадує хвойні породи дерев, але придивившись, видно на гілках дрібненькі листочки. Дерево не має стрункої крони, не горить. На території України гінкго росло у дольодовиковий період. Дволопатеве гінкго — єдиний представник родини і роду рослин, які були поширені на Землі ще в мезозойську еру (близько 115 млн років тому). Тепер у природному стані воно трапляється лише в південному Китаї. Тут є і уродженець приатлантичних районів Південної Америки — болотний дуб з кроною пірамідальної форми, і червонолистий клен Шведлера, і сосна Веймутова з дрібною шовковистою хвоєю та довгими вузькими шишками, і софора японська, що нагадує білу акацію, але не має колючок, а кора на її гілках зеленого кольору.
Гощанський парк є чудовим взірцем садово-паркової архітектури. Більша частина насаджень парку витримана в ландшафтному стилі, дуже мало алей і доріжок, галявини чергуються з групами дерев. А рідкісні поодинокі насадження розміщені скраю певної групи, чим підкреслюється їхня особливість і цінність. Унікальним для Волині було і розташування парку — на плоскій ділянці (що також зрозуміло — не виникало необхідності підкреслення домінуючого значення архітектури). Таким чином парк було перетворено на унікальну живу колекцію екзотичних порід, збережених до наших днів.

## Сучасний стан
Парк є улюбленим місцем відпочинку жителів Гощі та гостей. Тут часто можна зустріти і вчених-ботаніків, що вивчають рідкісні породи дерев, і садоводів, які приїздять сюди здалеку, щоб побачити чудові зразки садово-паркової архітектури.
Планується провести реконструкцію Гощанського парку. До цього залучили фахівців Національного ботанічного саду НАН України, які уже побували в Гощі і невдовзі запропонували місцевій владі свій проєкт оновлення пам'ятки садово-паркового мистецтва.